# Fissidens asplenioides
Fissidens asplenioides är en bladmossart som beskrevs av Hedwig 1801. Fissidens asplenioides ingår i släktet fickmossor, och familjen Fissidentaceae. Inga underarter finns listade i Catalogue of Life.